# Steak
Steak: Music from the Motion Picture es el título de un disco que reproduce la banda sonora de la película homónima, dirigida por Quentin Dupieux. Los compositores de la música de dicha banda sonora son Sébastien Tellier, Mr. Oizo y SebastiAn.

## Lista de pistas
1. "Arrival" (SebastiAn) — 0:59
2. "Skatesteak" (Mr. Oizo) — 2:10
3. "Chivers As A Female" (Sébastien Tellier, Oizo) — 2:15
4. "Chuck" (Oizo) — 0:34
5. "Letrablaise" (SebastiAn) — 0:57
6. "Ringardos" (Oizo) — 2:11
7. "Stadium" (Tellier) — 1:39
8. "Itea" (SebastiAn) — 2:04
9. "Plug It" (Tellier, Oizo) — 2:45
10. "X Schmidt" (Oizo) — 1:05
11. "Hashis Vers" (Tellier, Oizo) — 2:00
12. "Blue Wet Shirt" (Oizo) — 0:42
13. "Victimo" (SebastiAn) — 1:27
14. "Top 50" (Tellier, Oizo) — 2:02
15. "Exploites" (Tellier) — 3:06
16. "C.H.I.V.E.R.S." (Oizo) — 2:04
17. "Bonhomme" (Oizo) — 2:32
18. "Toizelle" (Tellier, Oizo) — 2:11
19. "Kinder" (SebastiAn) — 0:47
20. "Bleue" (Oizo) — 2:24
21. "Construction" (Tellier, Oizo) — 0:56